# Playa de Las Canteras
Playa de Las Canteras (Las Canteras beach; 'Plaža kamnolomov') je glavna urbana plaža mesta Las Palmas de Gran Canaria (Gran Canaria, Kanarski otoki), ena najpomembnejših plaž Kanarskih otokov.
Las Canteras ima sistem okoljskega upravljanja, certificiran v skladu z normo UNE-EN ISO 14001, in univerzalni certifikat o dostopnosti za kopalne storitve za ljudi z omejeno mobilnostjo, ki ga je potrdila ista organizacija.
Playa de Las Canteras je dvignila zastavo Q za kakovost turizma in prejela modro zastavo Evropske unije, certifikat ISO za okoljsko upravljanje in certifikat univerzalne dostopnosti, zaradi česar je ena najbolj cenjenih plaž v Španiji.
Nagrade Travellers' Choice Playas 2013 uvrščajo Las Canteras na 10. mesto v Španiji po študiji, ki je priznala kakovost 276 plaž v Afriki, Aziji, na Karibih, Srednji Ameriki, Evropi, Bližnjem vzhodu in ZDA, med katerimi je Playa de Cofete, na Fuerteventuri, na položaju številka 6, na čelu s Playa de Las Catedrales v Ribadeu.
Ime plaže je bilo vedno povezano z La Barr, sedimentno kamnino iz peščenjaka in apnenčastih usedlin, ki poteka vzporedno z obalo, zagotavlja zavetje pred severnim valovanjem in ji daje lastno osebnost. Prej je bila znana kot Playa del Arrecife (Grebenska plaža), ker je La Barra izhajala iz vode kot greben. Kasneje so ga izkoriščali kot kamnolom (špansko cantera) za pridobivanje kamnine, ki je bila med drugim uporabljena za številne gradnje v mestu, kot je stolnica na Kanarskih otokih. V spomin na to prakso, ki je zdaj opuščena, je danes ohranjeno ime Playa de Las Canteras (Plaža kamnolomov).

## Lega
Las Canteras se razprostira na zahodni strani ožine Guanarteme, nekoč jezika sipin in peska, ki je povezoval gore polotoka La Isleta, ki je na severovzhodu, s preostalim delom otoka Gran Canaria. Plaža je najdaljša od obstoječih v mestu. Usmerjena je proti severozahodu, v tako imenovanem oboku ali zalivu El Confital in se razteza od vznožja La Islete do tik pred izlivom v grapo Tamaraceite, v nekaj več kot tremi dolgimi kilometri drobnega zlatega peska.
Vzdolž večjega dela te dolžine je plaža zaščitena pred atlantskimi tokovi z naravnim pasom iz peščenjaka in grebenom, ki je popularno znan kot 'La Barra' in je dosegljiv s plavanjem z obale. Na notranji strani obale poteka Paseo de Las Canteras, pešpot, ki poteka vzporedno s celotno plažo od bližine avditorija Alfreda Krausa do območja, znanega kot La Puntilla in od tam naprej, dokler ne pride do bližine Playa del Confital, kraja, ki so ga pred leti obiskovali le deskarji in bodyboarderji, kjer se ustvarja, po mnenju mnogih, najboljši desni val v Evropi.
Playa de Las Canteras obsega tri območja, ki ustrezajo lokom in pregibom, ki jih naredi na bližnji obali. Vsak od njih ima določene morfološke značilnosti.
- Arco norte (severni lok)

Ta lok, splošno znan kot Playa de Las Canteras ali Playa Grande, je dolg približno 1120 metrov, njegova širina pa se giblje med 20 m v južnem delu in 120 m v osrednjem delu, ter 80 m v severnem območju La Puntilla. To je najbolj zaščiteno območje plaže, saj je po eni strani večino leta pred valovi zaščiteno z naravnim pregradnim grebenom (La Barra), po drugi strani pa zato, ker skoraj ne trpi vplivov neviht severne in severovzhodne komponente, ki so v senčnem območju, ki ga zagotavljajo gore polotoka La Isleta. Barra principal ali barra grande je najbolj izkoriščen od vseh, saj ga obiskujejo kopalci, ki ga dosežejo z obale. Na tej plaži se lahko, ob oseki ali ob zori, najde pestro in bogato ornitološko favno, pogosto pa se na njej opazi precej veliko združbo galebov. La Puntilla je končni konec plaže in tudi območje, kjer se kopiči največ peska zaradi naravne dinamike vlečenja, ki obstaja v Las Canterasu in ki je bil resno poškodovan z urbanim razvojem ožine.
- Arco central (osrednji lok)

Dolg je 760 metrov in širok na skrajnem južnem delu okoli 80 metrov, v osrednjem delu pa se zoži in na severni strani tvori le 40 metrov dolgo plažo. Na tej točki najdemo majhen lok, ki tvori Playa Chica, eno najbolj značilnih točk Las Canteras. To območje je dolgo 120 m in široko do stopnje oseke 80 m na osrednjem robu loka in le 20 m na njegovih koncih. Obala tega loka je najbolj kamnita od vseh Playa de Las Canteras, tako da transport peska na tej točki ni tako spremenljiv kot v južnem loku, saj gre za izgubo tega. Ta osrednji lok je zaščiten s peña central (osrednja skala), južno glavo glavne prečke in majhno prečko s podobnimi značilnostmi, vendar ločeno od glavne, znano kot la barra amarilla (rumena prečka). Na 60 m od obale je najbolj znana peña Playa de Las Canteras, Peña de la Vieja, ki ima približno 15 m premera ob vznožju. Tudi na tem območju so lahko druge peñe in številne skale, ki večinoma štrlijo med oseko, druge pa stalno. Točka ločnice med barro amarilla in barro principal je popularno znana kot el pasadizo (prehod), saj je dovolj globoka, da lahko lahke ladje peljejo skozenj tudi ob oseki. To vrzel uporablja tudi velik del ribje favne za dostop do notranjosti doka.
- Arco sur (južni lok)

V celoti ustreza Playa de La Cícer ali Playa de Guanarteme, vključuje pa tudi Punta de Núñez in Los Muellitos, obe območji za avditorijem Alfreda Krausa. Ta lok se razteza vzdolž obalnega pasu, dolgega 1080 metrov in povprečne širine 80 metrov ob oseki. Ker ta plaža ni zaščitena z La Barro, je njen profil zelo spremenljiv, saj je bolj izpostavljena valovom. Kljub temu je ta plaža večinoma sestavljena iz drobnozrnatega peska, ki je nekoliko gostejši od ostalega Playa de Las Canteras (zaradi česar ga je težko povleči v morje), s stalnim kopičenjem kamenčkov na njenem južnem konec, poleg Los Muellitos, kot tudi nekatera kamnita območja v osrednjem območju, ki sovpadajo z mejo oseke. Punta de Núñez je skalnata vzpetina, ki je precej depresivna zaradi valovanja celotnega severnega sektorja. Los Muellitos je ime za dva valobrana, ki sta pravokotno na Punta de Núñez in tvorita med njima Playa de Los Muellitos, dolgo 50 m in sestavljeno iz kamenčkov. Eden od valobranov je dolg približno 100 m, drugi, ki leži južneje, pa približno 60 m. Oba sta široka 25 m. Ta valobrana tvorita skupaj z La Puntilla (na severnem koncu plaže) rt, kjer je Playa de Las Canteras. Približno na sredini tega južnega loka je ustje grape La Ballena, suhe struge z občasnimi odtoki, ki dosežejo plažo le v deževnem obdobju.

## Geološka tvorba
La Isleta je bil prvotno osamljen otoček, ki ga je od otoka Gran Canaria ločil približno kilometer širok pas morja. Na njegovi jugovzhodni strani je bila ožina Guanarteme, jezik kopnega, ki je omogočil, da je La Isleta postala polotok in se pridružila preostalemu delu otoka. Ožina je bila dolga približno 4,12 km in na najožjem delu široka dobrih 200 metrov, na koncih pa se je odprla v obliki skodelice.Zahodno stran ožine zavzema Playa de Las Canteras, medtem ko so na vzhodni strani objekti Puerto de La Luz.
Polje sipin je nastalo s peskom, ki ga je oceanski tok nanesel na obalo in ki so ga nato pasati odvlekli na celino. Do sredine 19. stoletja je polje sipin ostalo praktično nedotaknjeno, kot je razvidno iz zemljevidov tistega časa, vendar je širitev mesta povzročila njegovo postopno propadanje, dokler ni skoraj popolnoma izginilo.
Kljub povezavi z La Isleto ni podatkov za določitev sestave geološkega materiala, najdenega pod ožino. Šele finski geolog Hausen je v študiji, opravljeni leta 1962, lahko izrazil teorijo o tej zadevi. Po Hausenu je celotno mesto Las Palmas de Gran Canaria na rečni terasi fonolitnih konglomeratov, sedimentiranih po miocenu s prispevki iz grape Guiniguada, kar sovpada z opazno morsko regresijo otoka zaradi povečanja njegove vulkanske aktivnosti in nastanek La Islete kot otočka, tudi zaradi vulkanskih izbruhov, ki so se dogajali do nedavnega kvartarnega obdobja.
Morski tokovi med La Isleto in Gran Canario so otežili utrjevanje ožine in ga za nekaj časa odložili do zadnjih fluvialnih epizod, ko pa je prišlo, ga je spremljala cementacija zaradi sedimentacije apnenčastih prispevkov bogate morske favne ki je obstajala, lumaquelas in ostreidos. Nazadnje je nenehen prispevek teh materialov povzročil zamašitev majhne ožine, ki tvori ožino Guanarteme, ki danes povezuje La Isleta, zdaj polotok, z mestom Las Palmas de Gran Canaria in preostalim delom otoka.
Primitivni polotok je oblikoval plažo, katere obale so segale do mesta, kjer je danes La Barra. Sladka voda, ki je dosegla obalo iz grape La Ballena, je prispevala k strjevanju plaže, dokler se ni strnila in tako oblikovala skalo, ki jo lahko vidimo danes. Z leti so udarci valov in prevladujoči vetrovi oblikovali La Barro in skale, ki štrlijo iz morja, ter jim dale nenavadno obliko, ki je preživela do danes.
Tako se je rodila Playa de Las Canteras, ki se je dolgo imenovala Bahía del Arrecife. V celoti je sestavljen iz drobnega svetlega peska, v njem najdemo majhne kristale olivina in piroksena, pa tudi organsko komponento zdrobljenih školjk, ki je na Kanarskih otokih znana pod imenom confite. Ob oseki se iz vode pojavljajo kamniti ostanki, ki verjetno ustrezajo podlagi, kjer sta se usedla pesek plaže in same ožine.

## Zgodovina
Jezik sipin in peska, ki je bil ožina Guanarteme, je danes izginil, tako da sta Playa de Las Canteras na zahodu in Playa de Las Alcaraveneras na vzhodu kot majhen opomin na to, kar je bilo nekoč obsežno polje sipin, ki sestavljal ožino.
Bilo je konec 19. stoletja, ko se je območje, do takrat zapuščeno, začelo naseljevati. Zaradi moči Puerto de La Luz so na polju sipin zgradili hiše, ki jih je na koncu popolnoma pokrile, da bi utrdile urbano sosesko Santa Catalina.
Sipine so bile posledica vlečenja peska s plaže, ki je z dvigovanjem stavb in spreminjanjem sistema kroženja peska upočasnilo njegovo napredovanje in povzročilo njegovo kopičenje, zato so postopoma pridobivale prostor do morja in s tem širile površino ožine.
Prve konkretne omembe plaže segajo v 15. stoletje, čeprav so bili pred tem, okoli let 1410 in 1460, že objavljeni načrti, v katerih je bila La Isleta videti ločena od otoka, kot da bi bila ožina večino časa preplavljena z vodo. Že v času osvojitve otoka (1479) je bilo zabeleženo, da je bilo treba prevoz med pristaniščem in mestom običajno opraviti z ladjo.
V 16. stoletju se Puerto del Arrecife omenja kot kraj vkrcanja in izkrcanja, vendar podrejen tistemu v Las Palmasu, stoletje kasneje, okrog leta 1686, se pojavi prvi načrt ožine, ki ga je narisal Pedro Agustín del Castillo, v katerem se pojavi Bahía del Arrecife z nizom grebenov, ki predstavljajo La Barro. Ob koncu 17. stoletja mesto ni bilo tako obsežno kot danes, zato je bila plaža nekaj kilometrov stran od mesta. Zato je bil to praktično zapuščen in neznan kraj za meščane, obiskovali so ga le tisti, ki so si ga upali obiskati peš ali z vozom med polji in sipinami, ali pa so ga prečkali, da bi šli na ribolov ali lov na La Isleto ali preprosto komercialnih razlogov, saj je bilo območje običajno sidrišče za ladje, zaščiteno v zavetju La Isleta.
Stoletja pozneje, v 19. stoletju, so se začela dela na cesti, ki bo povezovala plažo in pristanišče z mestnim središčem (1855) in z njo leta 1890 prvi javni tramvaj od Veguete do Puerto del Refugio. Zahvaljujoč tem sredstvom so meščani začeli plaho obiskovati plažo. Okoli leta 1910 so bile že postavljene prve stavbe in plažo je v najboljših časih obiskovalo okoli dvesto ljudi, a večinoma sprehajalcev. Morala tistega časa, ki se je kopanju na plaži, kot jo poznamo danes, zmrdovala, je število skrčila na nekaj kopalcev.

### Urbani razvoj
Od konca 19. stoletja je plaža postala znana po imenu Las Canteras. Izvor toponima je posledica pridobivanja peščenjaka v La Barri za filtre priljubljenih kanarskih vodnih baterij ali destilarn, prakse, ki bi, če je takrat ne bi ukinili, na koncu povzročila izginotje grebena in z njim dela plaže. V tistih letih je razcvet pomola San Telmo s seboj prinesel naraščajočo dejavnost ladjarjev in drugih obrtnikov, ki so v Bahía del Arrecife našli glavno skrb. Razen majhnega zaselka na območju La Puntilla, kjer so ti obrtniki živeli in delali, je ostalo ostalo nenaseljeno.
S prihodom leta 1883 so je začela gradnja Puerto de La Luz in začeli so nastajati tudi prvi urbanistični načrti. Istega leta je občinski arhitekt Francisco de la Torre pripravil projekt, v katerem je plažo uokvirila velika ulica, največja, ki je bila načrtovana v tem sektorju in napovedala zamisel o promenadi za pešce, ki bi bila zgrajena v prihodnosti, kot jo poznamo danes. Nekaj let po odobritvi projekta so se začele graditi prve hiše, predvsem poletne rezidence za premožne družine.
Iz tistega časa so nekatere urbanistične relikvije počitniške preteklosti prvih let 20. stoletja ohranjene v Playa de Las Canteras, ko so 'bogate' družine iz Las Palmasa prišle v Las Canteras preživeti poletne počitnice v čudovitih hišah na plaži, kar ustreza nekaterim družinam mestnega meščanstva, kot so Cayetano lnglott Ayala, brata Amaranto in Teófilo Martínez de Escobar, Juan Rodríguez Quegles, Agustín Sánchez Rivero, Agustín Báez Navarro ali kopališču na isti Playa de Manuel Reina Pérez. Bilo je skoraj istočasno, ko je Playa de Las Canteras sprejela prve pustolovske angleške turiste, ki so bili navdušeni nad lepoto te plaže in prozornostjo njenih voda.
V skupini ohranjenih stavb lahko izpostavimo poveljstvo marine (Fernando Navarro, 1913) eklektične višine in treh nadstropij s stolpi na vogalih; stavba Mesa y López (Miguel Martín, 1923), večdružinska počitiška hiša, ki se z zelo privlačno igro volumnov, streh in vidnih materialov odziva na vzore srednjeevropske arhitekture; in klinika San José (Laureano Arroyo, 1895 in Rafael Masanet, 1928), dom-zavetišče, bolnišnica in šola za delavce in njihove otroke, ki je bila pobuda Bartoloméja Apolinaria.
Ta zanimiva stavba, ki je še danes bolnišnica, je razporejena okoli osrednjega dvorišča, ima dve nadstropji v dolgem zalivu, ki se odpira proti morju, z veliko arkado, na katero se odpirajo prostori v prvem nadstropju in galerijo, ki visi na zavihkih in konzole v zgornjem nadstropju, ki je na koncih zaključen z osmerokotnimi deli. Poleg nje je na ulici Padre Cueto cerkev San José (Laureano Arroyo, 1905).
V prvih desetletjih 20. stoletja, med letoma 1920 in 1930, je Las Palmas de Gran Canaria postal zimsko letovišče, ki ga je letno obiskalo okoli 3000 turistov. Ti turisti, večinoma Angleži, so bivali v štirinajstih hotelih, ki jih je takrat imelo mesto, od katerih jih je bilo devet v pristanišču, glede na veliko privlačnost, ki jo je Playa de Las Canteras do takrat že dosegla. Zaradi tega se je mestni svet leta 1936 odločil, da kot dokončni urbanistični projekt sprejme projekt arhitekta Miguela Martína Fernándeza de la Torreja, ki je naslednje leto začel z deli promenade in ohranil svojo prvotno fiziognomijo, razen majhnih sprememb, do popolne prenove, ki so se zaključile konec 1990-ih.
Fiziognomija območja Playa de Las Canteras se je sčasoma radikalno spremenila. Od dvonadstropnih meščanskih hiš, ki so obstajale do sredine 20. stoletja, so danes na voljo turistične nastanitve, ki soobstajajo z gradnjo in obnovo zasebnih hiš in stanovanj.
V 20. stoletju je bilo več projektov urbanizacije in načrtovanja, ki niso bili v celoti uresničeni. Na primer arhitekt iz Bilbaa Secundino Zuazo Ugalde iz leta 1943, strokovnjak z uspešnimi pristopi, ki so bili izvedeni na drugih območjih mesta, vendar je imel zelo edinstven predlog za Las Canteras, ki ga na srečo niso uresničili v praksi. Zuazo je v svojem načrtu plažo zaprl z dvema nasipoma, vzporednima z obalo, s čimer je od morja pridobil zemljišče za stavbe, javne prostore in gradnjo manjšega športnega pomola; projekt, ki bi, če bi bil izveden, požrl polovico plaže, La Barra pa bi ostala na obali.
Leta 1991 se je mestni svet odločil prenoviti plažo in se soočil s prenovo promenade, ki je bila od izgradnje v 1930-ih podvržena le popravkom in vsakoletnemu prebarvanju ograj. V ta namen je bila sprejeta odločitev za izvedbo perspektivnega projekta. V ta namen je bil prenovljen celoten tlak, ulična razsvetljava in cestna oprema, izvedena pa je bila tudi vrsta dopolnilnih del, kot je ureditev cevovoda in izvedba servisne galerije, ki poteka po celotnem podzemlju promenade in preprečuje odpiranje jarkov in vkopov na novem tlaku ob potrebi popravila. Delo je bilo glede na njegovo razširjenost in obseg treba opraviti v več fazah, začenši na območju La Isleta do bližine avditorija Alfredo Kraus v soseski Guanarteme in je poleg prenove avenije vključevalo tudi prenova vsake od ulic, ki se vanjo stekajo in so bile urejene za pešce, z enakimi materiali, kot so bili uporabljeni v promenadi.
Tako se je Las Canteras iz klasične, znane in zastarele plaže spremenila v avantgardno plažo, s sodobno in funkcionalno opremo, z dostopom in storitvami za osebe z omejeno mobilnostjo ter povezana s popolnim prometnim in komunikacijskim omrežjem. Od takrat se je posodobitev in rast Las Canteras nadaljevala, promenada pa je bila razširjena na obeh koncih. Na enem koncu je La Puntilla, kjer se je nekoč končala plaža in od koder se začne promenada do bližine El Confitala, ki se vzdolž svoje poti prilagaja posebni orografiji območja, bolj strma in pečinasta, ki poudarja lepoto vulkanske kamnine in številne peñe, ki se razprostirajo po poti. Na drugem koncu se je plaža tradicionalno končala pri La Cícer. Zdaj sega v bližino Avditorija in Plaza de la Música.

### Prihod turizma
Angleži in Francozi so prvi pripeljali turiste v Las Canteras v prvih desetletjih 20. stoletja. Na otok so prišli, da bi delali v podjetjih, ustanovljenih v nastajajočem mestu Puerto de La Luz, vendar so se na koncu naselili v mestu da bi ustvarili pomembno kolonijo, ki je razširila številne njihove običaje med prebivalce Kanarskih otokov. Vpliv Angležev je bil razvpit in kmalu so se tisti, ki so prišli na delo, začeli dogovarjati, da bodo svoje rojake pripeljali na manjša organizirana potovanja.
Meščanske in aristokratske elite 19. stoletja so začele modo kopanja v morju, ki se je po prvi svetovni vojni začela uveljavljati med srednjim meščanstvom. Bilo je na začetku 20. stoletja, ko je znano, da so se turisti kopali na mestnih plažah, terme pa so se oglaševale v tisku. Roman Gran Canaria Archibalda Josepha Cronina je odraz razvoja tega primitivnega turizma.
Agatha Cristie ali Bronislaw Malinowski sta takrat obiskala mesto kot turista. Hotelska struktura mesta, ki se je začela z angleškimi naložbami v nepremičnine, se je pojavila kot zimsko letovišče. Rajsko podnebje, dežela pomladi in večnega rastlinja, doline, v katerih pojejo vse ptice, iz puščave presajena palma in žareče sonce so bili dovolj zanimivi za Evropejce. To je vplivalo tudi na prebivalce Kanarskih otokov, ki so bili, čeprav so mnogi odrasli na plaži in uživali v njenem bogastvu, navajeni drugačne rabe, morda bolj usmerjene v služenje preživetja z ribolovom in delom na morju.
V 1960-ih je mesto prejelo dotok švedskih turistov, ki so določali slog in kršili pravila oblačenja na plaži, pri čemer ni bilo brez nasprotij od kopalk, ki so pokrivale velik del telesa, do bikinijev in brez zgornjih delov.
Ko se je druga svetovna vojna končala, je okoli plaže nastalo balnearsko mesto. Medtem ko so Kanarci odkrili plažo in začeli graditi svoje prve hiše, so Angleži že imeli nekaj pomembnih stavb in plažo napolnili s kočami, kot so balnearios, da so se lahko njihove stranke preoblekle in odšle na pesek. Šlo je za neusmerjeni turizem, s posebno obravnavo neposredno s strani transportnega podjetja ali samega hotela. Hotelsko poslovanje je bilo v veliki meri pod nadzorom Britancev, potnik pa je bil sekundarno blago, ki je dopolnjevalo pomorski promet.
Svetovna kriza je naredila konec temu intimnemu turizmu, a Angleži se niso sprijaznili z izgubo raja. V 1960-ih so Kanarci začutili potencial organiziranega turizma. Tako naj bi območje Las Canteras postalo zdraviliško mesto, stanovanjsko območje za turizem, ki naj bi se gradilo brez predhodne infrastrukture. Mesto ni imelo hotelov z zadostno kapaciteto in na celotnem otoku ni bilo nobene druge turistične destinacije; a poleg Puerto de La Luz je bilo območje, ki ga ni bilo treba dolgo odkriti: Las Canteras.
Prve turistične ustanove, ki so bile leta 1956 odprte na plaži, so bile stare hiše na območju La Puntilla, spremenjene v rezidence, ki so dodale približno štiristo postelj. Leta kasneje so gospodarstveniki in oblasti že razumeli turizem kot dober posel in pojavila se je potreba po ponudbi kakovostnejših namestitev na tem območju. Tako je leta 1964 nastal Hotel Caracolas, čeprav je pred leti že odprl svoja vrata Hotel Gran Canaria, zgrajen na območju plaže nasproti La Puntille, ki je bila takrat tista združuje ponudbo prenočišč Las Canteras. Sledili so drugi majhni hoteli in rezidence, kot je Hotel Verol, majhen hotel s tremi zvezdicami, ki je bil odprt leta 1967 in je odprt še danes. Leta kasneje je bil zgrajen simboličen hotel Hotel Cristina, ki deluje še danes. Slovesno odprt leta 1970 je bil hotel na privilegirani lokaciji ob plaži, ki je nudil maksimalno udobje 600 gostom, ki jih je lahko sprejel, in imel več kot 300 sob, vse s pogledom na morje na obeh straneh ožine, plaže in pristanišče. Druga pomembna ustanova, ki je tekmovala s Cristino, je bil Hotel Reina Isabel, odprt leta 1965 in je danes v lasti Bull Hotels.
Konec 1970-ih je turizem v Las Canterasu upadel in se delno preusmeril na druge destinacije. Eden od ukrepov, sprejetih za reševanje te problematične situacije, je bila sanacija okolja in ustvarjanje prihodnje infrastrukture višje kakovosti. Tako se je v zadnjem desetletju 20. stoletja začela preureditev in povečava promenade z novimi materiali.
Vse, kar je prestolnici dajalo več kot sončno svetlobo, ni poznalo prenove že od 1930-ih.
Javna uprava se je lotila dela in prenova se je začela januarja 1991 in je poleg prenove Avenide de Las Canteras vključevala tudi ulice, ki se na njej končujejo. Na ta način ji je uspelo ponovno doseči ugled, ki ga je izgubila neprekinjena leta zanemarjanja.

## Okoljevarstveni problemi
Kopičenje peska je eden od negativnih vidikov za okolje Playa de Las Canteras. Pesek prenašajo morski tokovi in veter. V preteklosti jo je morje odložilo na obalo, da bi na suhem nadaljevala svojo naravno pot od Las Canteras do Playa de Las Alcaravaneras in tako oblikovala široko polje sipin, ki se je raztezalo onkraj juga ožine, vse do Arenales, mestne četrti, ki je dobila ime po tej formaciji sipin. Gradnja sprehajališča in stavb na tem območju, ki se je stopnjevala od prvih desetletij 20. stoletja dalje, je ovirala naravni prehod peska in posledično povzročila njegovo nepopravljivo kopičenje v Las Canteras.
Vendar problem kopičenja peska ni nov. Inženir Juan de León y Castillo je že leta 1884 poslal poročilo znanstveni družbi Museo Canario, da bi preučili možne rešitve, ki nikoli niso rešile problema. V 21. stoletju je največje kopičenje peska med dvema točkama na severnem koncu plaže (La Puntilla in območje hotela Reina Isabel), pri čemer zaliv sprejme približno 300 kubičnih metrov na mesec, kar čez leto in če ne bo popravljeno, bo napolnilo dok, dokler se obala plaže ne začne od La Barre. Prispevki, ki se iz meseca v mesec povečujejo, izčrpavajo floro in posledično tudi živalstvo plaže; zato je bilo ob številnih priložnostih zahtevano nadzorovano poglabljanje morskega dna. Vendar pa so načrti, ki jih je generalni direktorat za obale španskega ministrstva za okolje poskušal izvesti za izkopavanje in prerazporeditev peska, vedno naleteli na nasprotovanje sosedov in uporabnikov plaže.

## Rastlinstvo
Vode Playa de Las Canteras so dom približno 210 različnih vrst alg, kar predstavlja 30 % od 650 vrst makroskopskih alg, ki so bile popisane na Kanarskih otokih, kar kaže na bogastvo rastlinskega sveta, prisotnega na morskem dnu plaže. Razlog za to obilje so značilnosti določenega ekosistema med plažo in La Barro.
Bonnemaisonia hamifera je vrsta rdečih alg iz vrste Rhodophyta, endemična za Playa de Las Canteras, ki se ne pojavlja nikjer drugje na Kanarskih otokih. To je vrsta, ki ima v svojem življenjskem ciklu dve obliki in ena od njiju ni bila nikoli najdena na Kanarskih otokih, dokler je niso odkrili v Las Canteras.
Mala neptunova trava (Cymodocea nodosa) je vrsta morskega phanerogama, ki je nekoč tvorila obsežne travnike po Bahía del Confital skupaj z drugimi rastlinami in pokrivala približno 75 % peščenega morskega dna plaže. Med njenimi gaji so se zatekle in živele številne živali. Njihov pomen je tako pomemben, da so ti travniki zaščiteni z okoljsko zakonodajo, saj je bila celotna Bahía del Confital (skupaj z morskim območjem polotoka La Isleta) razglašena za območje, pomembno za Skupnost, in vključena v omrežje Natura 2000 Evropske unije. Zaradi problematičnega kopičenja peska, ki se v doku pojavlja že nekaj desetletij, so travniki na morskem dnu umirali pokopani pod njim, živalstvo, ki ga podpirajo, pa je izginilo. Trenutno členkaste zelene alge subtropske afinitete Cymopolia barbata prekrivajo trdo podlago velikega dela plaže. Rjave alge Lobophora variegata in Padina pavonica so skupaj z rdečo algo Asparagopsis taxiformis izjemno opazne alge na celotnem obalnem doku.

## Živalstvo
Tako kot rastlinske vrste tudi živali, ki živijo na Playa de Las Canteras, dolgujejo velik del svojega obstoja zaščitnemu delovanju La Barre. Tako je v vodah na plaži mogoče najti različne pelagične vrste, kot so: Šarg (Diplodus sargus), pegasta lica (Trachinotus ovatus) ('palometa' ali 'pompano'), sredozemska papiga (Sparisoma cretense), pavji knez, salpa, kanarska devica (Similiparma lurida) in Mauligobius maderensis. Med njenimi skalami živijo bentoški primerki, kot so latvica (iz rodu Patella) ali širokooka iverka (Bothus podas).
V lužah, ki ostanejo ob oseki, najdemo rake, krhke zvezde in rake puščavnike (Pagurus bernhardus), ki živijo med kamni. Največ vrst najdemo v mlakah nižjih predelov. Prisotne so tudi kolonije morskih vetrnic, morskih ježkov, morskih zvezd, več vrst spužev in ascidij. Pod lužami je nekaj primerkov školjk, kozic, majhnih koral različnih barv, pa tudi krav in morskih polžev. Prav tako ni težko videti majhnih hobotnic in sip.
Med travniki Las Canteras je bilo do 1980-ih mogoče najti nekaj morskih konjičkov (Dolgonosi morski konjiček - Hippocampus ramulosus), vendar jih ni več videti zaradi postopnega izginotja skupnosti morskih trav. Podobno se je zmanjšala populacija leopardove jegulje Myrichthys pardalis, ribe brez lusk in kači podobne oblike. Je eden najbolj reprezentativnih živalskih elementov plaže, zlasti zaradi živahnosti svojih barv.
Ptice
Čeprav Las Canteras ne izstopa kot gnezdišče, je tam mogoče najti številne ptice, ki izkoristijo priložnost, da posedijo na pesku in skalah v zgodnjih jutranjih urah ali na La Barri, ko se dvigne ob oseki, oz. ponoči, ko je človeški pritisk manjši. Poleg galebov je pogosto opaziti ptice, kot so mali škurh (Numenius phaeopus), rdeči okretnik (Arenaria interpres) in mala bela čaplja (Egretta garzetta), ki lovijo ribe v mlakah ali iščejo hrano med skalami. V preteklosti, pred urbanim razvojem ožine, je obstajala pomembna kolonija prlivk (Burhinus oedicnemus), stepske ptice, katere obilna prisotnost je dala ime plaži na drugem koncu ožine, Playa de Las Alcaravaneras.
Kitovci
Vode, ki oblivajo La Isleta in Bahía del Confital, kljub gostemu pomorskemu prometu zaradi bližine Puerto de La Luz, predstavljajo enega od krajev, ki so jih za naselitev izbrale nekatere vrste kitov in morskih sesalcev. Vendar pa je Las Canteras tudi območje prehoda za te vrste v njihovih selitvenih gibanjih, ki potekajo več milj od obale. V mnogih primerih so se nekateri od teh primerkov približali plaži, verjetno dezorientirani, nekateri pa so celo nasedli. Vendar to ni ovira, da bi se nekatere od teh živali odločile prečkati bar in se sprehoditi po vodi plaže ali se poigrati med kopalci, kot se je zgodilo leta 1983, ko se je skupina Rissovih delfinov (Grampus griseus) ves dan zadrževala v notranjosti.
Eno miljo severovzhodno od La Islete so znanstveniki z Univerze Las Palmas de Gran Canaria opazili stalno prisotnost skupine navadnih pliskavk, ki sobivajo z drugo skupino Rissovih delfinov, pa tudi skupnost kitov semenatov, ki po mnenju znanstveniki, bi se lahko gibali v prelivu, ki ločuje otok Gran Canaria od Fuerteventure. Ta morski ekosistem, ki obdaja polotok La Isleta in služi kot življenjski prostor tem sesalcem, je bil razglašen za območje, pomembno za Skupnost, in je vključen v omrežje Natura 2000 Evropske unije.

## Deskanje v Las Canterasu
Valovi, ki dosežejo obalo plaže, so posledica valovanja, ki se pojavi v krajih tako daleč, kot je Iberski polotok, Anglija ali celo Kanada. Ko veter nekaj dni močno piha nad morjem, nastanejo kratki, kaotični valovi, ki potujejo čez Atlantski ocean. Med potovanjem lahko tisti, ki so združeni in tvorijo dolge in urejene valove, prepotujejo na tisoče kilometrov in tako ob prihodu na Kanarske otoke ustvarijo pogoje, da lahko na njih deskajo.
Po Bahía del Confital so razpršeni trije glavni kraji za vadbo deskanja in njegovih načinov (bodyboard, shortboard in longboard). Ena je tik za trgom Plaza de la Música in avditorijem Alfreda Krausa, na skrajnem južnem delu plaže, kjer se oblikuje val Lloret, tako imenovan, ker so bile na tem območju stare tovarne rib Lloret in Linares, ki sta zdaj izginili. Nadalje proti severu, na območju plaže, znanem kot La Cícer, se dvigajo največji valovi plaže, saj ni grebena, ki bi ga zaščitil, zato se uporablja za začetnike v praksi deskanja. Končno je v El Confitalu ustvarjena cev, ki jo uporabljajo najbolj izkušeni deskarji zaradi svoje hitrosti in močnih kontrastov.
V Las Canterasu so šole deskanja, ki ponujajo začetne in nadaljevalne tečaje ter občasno organizirajo teste in prvenstva, ki se točkujejo v svetovnem merilu; ne zaman, valovi El Lloret in El Confital so med najboljšimi valovi v Evropi za ta šport.

## Potapljanje v Las Canteras
Pod vodami Playa de Las Canteras je prostor, poln življenja, kjer številne živali najdejo varen dom, v katerem živijo.
Playa de Las Canteras ima dve področji, omogočeni za potapljanje, eno v Playa Chica in drugo, obsežnejše, v Playa Grande. Ker so znotraj notranjega obalnega območja doka (med obalo in La Barro), je največja globina, ki jo je mogoče doseči ob oseki, 5 metrov, s povprečno globino približno 2 metra. Ti potopi so lahki in z občasnimi tokovi (pogostejši na območju Playa Chica), primerni za otroke in mladino, pri katerih uporaba sofisticirane opreme ni potrebna. Profesionalci in izkušeni amaterji lahko poskusijo zunanjost La Barre in Baja Fernando ob dnevih, ko to dopuščajo tokovi in plima, ali se potopijo v bližnji Roque Matavinos na območju La Puntilla, velike vulkanske skalne formacije z zelo razgibanim dnom, polnim jam in rovov, kamor se zatekajo različne vrste penumbra favne in kjer dosežejo globine okoli petnajst metrov.